# 宣政
宣政（578年三月—十二月）是北周武帝宇文邕的年号，歷時數月。
宣政元年六月宣帝宇文贇即位沿用。

## 纪年
| 宣政 | 元年  |
| ---- | ----- |
| 公元 | 578年 |
| 干支 | 戊戌  |

## 參看
- 中国年号索引
- 同期存在的其他政权年号
  - 天保（562年二月—585年十二月）：西梁政權梁明帝萧岿的年号
  - 太建（569年正月—582年十二月）：南朝陈政權陳宣帝陈顼的年号
  - 武平（578年）：北齊政权范阳王高绍义年号
  - 延昌（561年—601年）：高昌政权麴乾固年号
  - 鴻濟（572年—584年）：新羅真智王之年號